# Gyrinus affinus
Gyrinus affinus är en skalbaggsart som beskrevs av Aube. Gyrinus affinus ingår i släktet Gyrinus och familjen virvelbaggar. Inga underarter finns listade i Catalogue of Life.